# Bernd Effe
Bernd Effe (* 11. August 1942 in Braunschweig; † 4. Oktober 2023) war ein deutscher Klassischer Philologe.

## Leben
Nach dem Abitur am Wilhelm-Gymnasium in Braunschweig 1962 studierte Effe die Klassische Philologie und Slawistik an den Universitäten Kiel und Tübingen. Er wurde 1968 in Kiel promoviert und wirkte dann als Wissenschaftlicher Assistent in Saarbrücken, Berlin und Konstanz, wo er sich 1975 habilitierte. Von 1977 bis 1984 war er Professor und Dozent in Konstanz, anschließend lehrte und forschte er in Bochum. Rufe an die Universitäten Bamberg (1978) und Konstanz (1992) lehnte er ab. Ab 2007 befand er sich im Ruhestand. Sein Nachfolger ist seit 2009 Manuel Baumbach.
Neben der griechischen Philosophie (insbesondere Platons und Aristoteles’ Staatstheorie) beschäftigte sich Effe mit dem frühen Epos, dem Drama des 5. Jahrhunderts v. Chr., mit hellenistischer Dichtung, mit dem antiken Roman, der Lehrdichtung, Rezeptionsgeschichte und vielen weiteren Feldern. Sein Werk Dichtung und Lehre, Untersuchungen zur Typologie des antiken Lehrgedichts (München 1977) ist heute der Ausgangspunkt jeder Beschäftigung mit der Gattung des Lehrgedichts.

## Veröffentlichungen (Auswahl)
- Studien zur Kosmologie und Theologie der Aristotelischen Schrift „Über die Philosophie“. München 1970 (= Zetemata. Band 50). Zugleich Dissertation.
- Dichtung und Lehre. Untersuchungen zur Typologie des antiken Lehrgedichts. München 1977 (= Zetemata. Band 69). Zugleich Habilitationsschrift.
- Die Genese einer literarischen Gattung: Die Bukolik. Konstanz 1977 (= Konstanzer Universitätsreden. Band 95).
- mit Gerhard Binder: Die antike Bukolik. Eine Einführung. München/Zürich 1989 (= Artemis-Einführungen. Band 38). 2., überarbeitete und erweiterte Auflage unter dem Titel Antike Hirtendichtung. Eine Einführung. Düsseldorf/Zürich 2001.
- Epische Objektivität und subjektives Erzählen. „Auktoriale“ Narrativik von Homer bis zum römischen Epos der Flavierzeit. Trier 2004 (= Bochumer altertumswissenschaftliches Colloquium. Band 56).

Herausgeberschaft
- Die griechische Literatur in Text und Darstellung. Band 4: Hellenismus. Stuttgart 1985 (= Reclams Universal-Bibliothek. Band 8064).
- Theokrit und die griechische Bukolik. Darmstadt 1986 (= Wege der Forschung. Band 580).
- Krieg und Frieden im Altertum. Trier 1989 (= Bochumer altertumswissenschaftliches Colloquium. Band 1).
- mit Gerhard Binder: Mythos. Erzählende Weltdeutung im Spannungsfeld von Ritual, Geschichte und Rationalität. Trier 1990 (= Bochumer altertumswissenschaftliches Colloquium. Band 2).
- mit Gerhard Binder: Tod und Jenseits im Altertum. Trier 1991 (= Bochumer altertumswissenschaftliches Colloquium. Band 6).
- mit Gerhard Binder: Liebe und Leidenschaft. Historische Aspekte von Erotik und Sexualität. Trier 1993 (= Bochumer altertumswissenschaftliches Colloquium. Band 12).
- mit Gerhard Binder: Affirmation und Kritik. Zur politischen Funktion von Kunst und Literatur im Altertum. Trier 1995 (= Bochumer altertumswissenschaftliches Colloquium. Band 20).
- mit Gerhard Binder: Das antike Theater. Aspekte seiner Geschichte, Rezeption und Aktualität. Trier 1998 (= Bochumer altertumswissenschaftliches Colloquium. Band 33).
- Theokrit: Gedichte; griechisch-deutsch. Darmstadt 1999 und Düsseldorf/Zürich 1999 (= Sammlung Tusculum). 2., überarbeitete Auflage Berlin 2013.
- mit Reinhold F. Glei: Genie und Wahnsinn. Konzepte psychischer „Normalität“ und „Abnormität“ im Altertum. Trier 2002 (= Bochumer altertumswissenschaftliches Colloquium. Band 46).
- mit Gerhard Binder und Reinhold F. Glei: Gottmenschen. Konzepte existentieller Grenzüberschreitung im Altertum. Trier 2003 (= Bochumer altertumswissenschaftliches Colloquium. Band 55).
- mit Reinhold F. Glei und Claudia Klodt: „Homer zweiten Grades“. Zum Wirkungspotential eines Klassikers. Trier 2009 (= Bochumer altertumswissenschaftliches Colloquium. Band 79).